# Sungai Paku (Kampar Kiri)
Sungai Paku is een bestuurslaag in het regentschap Kampar van de provincie Riau, Indonesië. Sungai Paku telt 1023 inwoners (volkstelling 2010).